# دراگاو آرنا
دراگاو آرنا (به پرتغالی: Dragão Arena) (که پیش از این، به دلیل حامی مالی‌ آن، با نام دراگاو کایشا شناخته می‌شد) یک سالن سرپوشیده در پورتوی پرتغال است که بازی‌های تیم‌های بسکتبال، هندبال و هاکی با چرخ باشگاه فوتبال پورتو را میزبانی می‌کند. این سالن در ۲۳ آوریل ۲۰۰۹ افتتاح شد و ۲٬۱۷۹ نفر صندلی ظرفیت دارد. عملیات ساخت آن با همکاری بانک دولتی کایشا ژرال دِ دپوزیتوش انجام شد که حق نامگذاری سالن را به مدت ۱۰ سال در اختیار داشت.
سالن به دست مانوئل سالگادو طراحی شد که معمار ورزشگاه دراگاو است و مشخص شده بود تا برای اولین بار از سال ۲۰۰۱، بازی‌های تیم‌های بسکتبال، هندبال و هاکی با چرخ را زیر یک سقف میزبانی کند، زمانی که زمین قبلی؛ پاویلیاو آمریکو د سا، در راستای ساخت ورزشگاه جدید تخریب شد.

## واژه‌نامه
1. ↑  Manuel Salgado
2. ↑  Dragão Caixa
3. ↑  Caixa Geral de Depósitos
4. ↑  Pavilhão Americo de Sá